# Premiile Academiei Române pentru anul 2000
Premiile Academiei Române pentru anul 2000 au fost acordate în decembrie 2002, în Aula Academiei Române.
Sunt indicate obiectul acordării premiului, cel mai adesea o lucrare, autorul acesteia și țara de reședință a autorului. În cazul în care nu este indicată țara, autorul este din România.

## I. Filologie și Literatură

### Premiul „Timotei Cipariu”
- Lucrarea: Biblia lui Samuil Micu - Autori: Ioan Chindriș, Eugen Pavel (coordonatori), Elena Ardeleanu, Nicolae Edroiu, Elena Mihu, Florica Nuțiu, Dora Pavel, Șerban Turcuș, Veronica Turcuș, Sidonia Puiu
- Lucrarea: Narațiune și poezie - Autor: Rodica Zafiu

### Premiul „Bogdan Petriceicu Hașdeu”
- Lucrarea: Opere - Liviu Rebreanu (vol 19-20) - Autor: Niculae Gheran
- Lucrarea: Ion Barbu – Opere fundamentale - Autor: Mircea Coloșenco
- Lucrarea: George Călinescu, Opera lui Mihai Eminescu (vol. I, II) - Autor: Ileana Mihăilă

### Premiul „Mihai Eminescu”
- Lucrarea: Fratele meu - Autor: George - Virgil Stoenescu
- Lucrarea: Fragmente despre infinit - Autor: Gheorghe Istrate

### Premiul „Ion Luca Caragiale”
- Lucrarea: Istoria dramaturgiei române contemporane - Autor: Mircea Ghițulescu

### Premiul „Titu Maiorescu”
- Lucrarea: Discursul utopic - Autor: Mircea Oprița

Premiul „Ion Creangă” nu s-a acordat.  
Premiul „Lucian Blaga” nu s-a acordat.

## II. Științe Istorice și Arheologie

### Premiul „Vasile Pârvan”
- Lucrarea: Inscriptions externes concernant l’histoire de la Dacie (Ier - III e siècles) - Autor: Constantin C. Petolescu

### Premiul „Dimitrie Onciul”
- Lucrarea: Nobilimea românească din Transilvania între anii 1440-1514 - Autor: Ioan Drăgan

### Premiul „Nicolae Bălcescu”
- Lucrarea: Elitele românești din Transilvania veacului al XVIII-lea - Autor: Remus Câmpeanu

### Premiul „Mihai Kogălniceanu”
- Lucrarea: Transilvania între Revoluția de la 1848 și Unirea din 1918. Contribuții demografice - Autor: Ioan Bolovan

### Premiul „Gheorghe Barițiu”
- Lucrarea: Istoria formării intelectualității românești din Transilvania și Banat în epoca modernă - Autor: Cornel Sigmirean

### Premiul „Nicolae Iorga”
- Lucrarea: România și Germania nazistă. Relațiile româno-germane între comandamente politice și interese economice (ianuarie 1933 - martie 1938) - Autor: Ioan Chiper

### Premiul „Alexandru Xenopol”
- Lucrarea: Habsburgi și otomani la linia Dunării. Tratate și negocieri de pace. 1526 - 1576 - Autor: Ileana Căzan

### Premiul „Eudoxiu Hurmuzaki”
- Lucrarea: Familia Hurmuzaki: între ideal și realizare (O istorie a culturii românești din Bucovina în cea de-a doua jumătate a secolului al XIX-lea) - Autor: Ilie Luceac (Ucraina)

## III. Științe Matematice

### Premiul „Gheorghe Lazăr”
- Monografia: Analysis and control of age dependent population dynamics - Autor: Sebastian Anița

### Premiul „Gheorghe Țițeica”
- Grupul de lucrări: Contribuții la studiul distribuției uniforme a mulțimilor de numere - Autor: Cristian Cobeli

### Premiul „Simion Stoilow”
- Grupul de lucrări: Hipergrupuri - Autor: Liliana Pavel

### Premiul „Spiru Haret”
- Grupul de lucrări: Contribuții în domeniul elastoplasticității neliniare - Autor: Sanda Țigoi
- Grupul de lucrări: Teoria operatorilor - Autori: Aurelian Gheondea, Tiberiu Constantinescu

## IV. Științe Fizice

### Premiul „Dragomir Hurmuzescu”
- Grupul de lucrări: Defecte punctuale și nano clusteri de metale grele în cristale de KCI - Autor: dr. Silviu Poloșan

### Premiul „Constantin Miculescu”
- Lucrarea: Some properties of eigenvalues and eigenfunctions of the cubic oscillator with imaginary coupling constant - Autor: G. A. Mezincescu

### Premiul „Horia Hulubei”
- Grupul de lucrări: Efecte macroscopice ale interacției fascicolelor de electroni și câmpului de microunde cu materia - Autor: dr. Diana Martin
- Grupul de lucrări: Fenomene electronice locale și interacțiuni hiperfine în sisteme complexe - Autor: dr. Victor Kuncser

### Premiul „Ștefan Procopiu”
- Grupul de lucrări: Contribuții la dezvoltarea mecanicii cuantice - Autor: prof. dr. Erhardt Papp

## V. Științe Chimice

### Premiul „Nicolae Teclu”
- Grupul de lucrări: Analiza, modelarea și optimizarea reactoarelor chimice - Autor: prof. dr. ing. Grigore Bozga

### Premiul „Gheorghe Spacu”
- Grupul de lucrări: Combinații complexe ale unor metale tranziționale cu liganzi de tip baze Mannich - Autor: dr. Otilia Costișor

### Premiul „Costin D. Nenițescu”
- Grupul de lucrări: Sinteza totală a alcaloidului din «valeriana officinalis»; naftiridil-metilcetona și compuși înrudiți - Autor: dr. ing. Eugen Barb
- Grupul de lucrări: Rășini novolac epoxiacrilice pe bază de fenol p-alchil substituit - Autori: dr. ing. Constantin N. Cașcaval, dr. ing. Dan Roșu

### Premiul „I.G. Murgulescu”
- Grupul de lucrări: Ecuații de stare. Aplicații la echilibre de faze - Autori: prof. dr. Dan Geană, prof. dr. Viorel Feroi
- Grupul de lucrări: Radicali liberi de tip hidrazil, compuși chimici eficienți și de perspectivă în studiul și modelarea unor procese fizico-chimice - Autor: dr. Petre Ioniță

## VI. Științe Biologice

### Premiul „Emanoil Teodorescu”
- Lucrarea: Simbioza în lumea vie - Autori: dr. Maria-Magdalena Zamfirache, prof. dr. Constantin Toma

### Premiul „Grigore Antipa”
- Lucrarea: Fauna României, vol. IX (12); Fam Ichneumonide, subfam. Cteniscinae, Tryohoninae, Thymamaridinae, Sphinetinae - Autori: M. Constantinescu, dr. Raoul Constantinescu, dr. Irinel Constantineanu
- Lucrarea: Fauna de vertebrate a Maramureșului - Autori: dr. Iosif Béreș, prof. dr. Gavril Ardelean

### Premiul „Emil Racoviță”
- Grupul de lucrări: Tirozinaza și plierea glicoproteinelor - Autori: dr. Ștefana Petrescu (și colaboratorii)
- Grupul de lucrări: Cercetări privind activitatea de chaperon molecular al alfa-cristalinului - Autori: dr. Elena Ganea (și colaboratorii)

### Premiul „Nicolae Simionescu”
- Lucrarea: Opera Omnia - Autor: prof. dr. Ștefan Șandor

## VII. Științe Geonomice

### Premiul „Grigore Cobălcescu”
- Lucrarea: Rinoceri și tapiri terțiari din România - Autor: Vlad Codrea

### Premiul „Gheorghe Munteanu-Murgoci”
- Lucrarea: Paleoscoarțe de alterare lateritică în Dobrogea Centrală și de Nord - Autor: Silviu Rădan
- Lucrarea: Formarea și evoluția ravenelor din Podișul Bârladului - Autor: Ion Ioniță

### Premiul „Ludovic Mrazec”
- Lucrarea: Petrogeneza insulei cristaline Buziaș-Sacoșu Mare (N-V Munților Semenic) - Autor: Gabriel Ovidiu Iancu

### Premiul „Simion Mehedinți”
- Lucrarea: Munții Retezat. Studiu geomorfologic - Autor: Petru Udrea
- Lucrarea: Industria României în secolul XX - Autor: Claudia Rodica Popescu

### Premiul „Ștefan Hepites”
- Lucrarea: Test of the empirical Green’s function deconvolution on Vrancea (Romania) subcrustal earthquakes - Autori: Mihaela Popa, Mircea Radulian

## VIII. Științe Tehnice

### Premiul „Traian Vuia”
- Lucrarea: Formability of Metallic Materials - Autori: prof. Dorel Banabic, prof. Hans- Ioachim Bunge (Germania), prof. Klaus Pöhlandt (Germania), prof. Ermann Tekkaya (Turcia)
- Lucrarea: Magnetism tehnic și aplicat - Autor: Horia Gavrilă

### Premiul „Aurel Vlaicu”
- Lucrarea: Elemente de mecanica solidelor în coordonate plückeriene - Autor: prof. Nicolae I. Pandrea
- Lucrarea: Vibrațiile sistemelor elastice - Autor: prof. Polidor Bratu

### Premiul „Constantin Budeanu”
- Lucrarea: Réseaux électriques - Autori: prof. Mircea Eremia, prof. Jaques Trecat (Belgia), prof. Alain Germont (Elveția)
- Lucrarea: Aparate și echipamente electrice - Autori: prof. Alexandru Vasilievici, prof. Petru Andea

### Premiul „Anghel Saligny”
- Lucrarea: Dans în Romania - Autori: colectiv, coordonatori Adrian Popovici, Nicolae Dăscălescu

### Premiul „Henri Coandă”
- Lucrarea: Sateliți de navigație - Autori: g-ral prof. Nicolae-Florin Zăgănescu, mr. dr. Adrian-Viorel Coman

## IX. Științe Agricole și Silvice

### Premiul „Ion Ionescu de la Brad”
- Lucrarea: Dicționar enciclopedic de parazitologie - Autori: prof. dr. Nicolae Dulceanu, asist. univ. Cristina Terinte, conf. dr. Ioan Liviu Mitrea, asist. univ. Carmen Polcovnicu

### Premiul „Traian Săvulescu”
- Lucrarea: Parazitologie veterinară - Autor: prof. dr. Iustin Cosoroabă
- Lucrarea: Creșterea și valorificarea bizamului - Autor: prof. dr. Marian Bura

### Premiul „Marin Drăcea”
- Pentru întreaga operă științifică - Autor: dr. ing. Radu Dissescu

### Premiul „Gheorghe Ionescu-Șișești”
- Lucrarea: Contribuții privind obținerea unor extracte vegetale cu diferite utilizări - Autori: prof. dr. Iosif Ianculov, prof. dr. Mircea Goian
- Lucrarea: Viticultură - Autor: prof. dr. Ion Olteanu

## X. Științe Medicale

### Premiul „Iuliu Hațieganu”
- Lucrarea: Fracturi maleolare - Autor: Nicolae Gorun
- Lucrarea: Spondiloartropatiile - Autori: Gelu Onose, Livia Stănescu Răutzoiu, Vaier Mihai Pompilian

### Premiul „Daniel Danielopolu”
- Lucrarea: Litiaza renală, răspândire, cauze, tratament - Autor: Cezar Vlad
- Lucrarea: Tratat de Ultrasonografie Clinică - Autori: Radu I. Badea, Sorin M. Dudea, Petru A. Mircea, Florin Stamatian

### Premiul „Gheorghe Marinescu”
- Lucrarea: Atlas de Patologie Chirurgicală a Creierului - Autori: prof. dr. Leon Dănăilă, Dorel Arsene, Nicolae Carp

### Premiul „Constantin Parhon”
- Lucrarea: Rainer - Autori: Matei Stârcea Crăciun, Cristiana Glavce, Sorin Dumitrescu

### Premiul „Ștefan S. Nicolau”
- Grupul de lucrări: Supravegherea seroepidemiologică a neuroinfecției cu virusul West Nile - Autori: Ion-Nedelcu I., Simona Maria Ruță, Grațiela Țârdei

Premiul „Victor Babeș” nu s-a acordat.

## XI. Științe Economice, Juridice și Sociologie

### Premiul „Petre S. Aurelian”
- Lucrarea: Echilibru sau dezechilibru economic? - Autor: Adriana Zaiț
- Lucrarea: Evoluția gândirii economice - Autor: Gheorghe Popescu

### Premiul „Virgil Madgearu”
- Lucrarea: Serviciile și dezvoltarea. De la prejudecăți la noi orizonturi - Autor: Agnes Ghibuti
- Lucrarea: Privatizarea băncilor - Autor: Nicolae Dănilă

### Premiul „Victor Slăvescu”
- Lucrarea: Fundamente economice - Autor: Ștefan Gheorghe
- Lucrarea: Evoluția economică a României. Cercetări statistico-istorice 1859-1947 - Autor: Victor Axenciu
- Lucrarea: Performanța firmei - Autor: Bogdan-Constantin Andronic

### Premiul „Nicolae Titulescu”
- Lucrarea: Uniunea Europeană. Instituții, politici, activitate - Autor: Vidu Bidilean

Premiul „Dimitrie Gusti” nu s-a acordat.  
Premiul „Simion Bărnuțiu” nu s-a acordat.  
Premiul „Andrei Rădulescu” nu s-a acordat.

## XII. Filosofie, Teologie, Psihologie și Pedagogie

### Premiul „Vasile Conta”
- Lucrarea: Paradigme kantiene în filosofia contemporană a științei - Autor: Mihai D. Vasile

### Premiul „Mircea Florian”
- Lucrarea: Frumosul platonian între ontologic și estetică - Autor: Mihaela Pop

### Premiul „Ion Petrovici”
- Lucrarea: Managementul resurselor umane: evaluarea performanțelor profesionale - Autor: Horia D. Pitariu

### Premiul „C. Rădulescu-Motru”
- Lucrarea: Metode și instrumente de evaluare în psihologie - Autor: Monica Albu

## XIII. Arte, Arhitectură și Audiovizual

### Premiul „George Enescu” pentru creație muzicală
- Lucrarea: Esențe. Concert pentru flaut și orchestră. - Autor: Mihaela Stănculescu Vosganian

### Premiul „Ion Andreescu” în domeniul artelor plastice:
- Pictură: Pentru întreaga activitate - Autor: Mihai Horea
- Sculptură: Pentru întreaga activitate - Autor: Aurel Vlad
- Scenografie: Pentru întreaga activitate - Autor: Paul Bortnovschi

### Premiul „George Oprescu” în domeniul istoriei artei
- Lucrarea: Absida altarului - Autor: Silvia Păun
- Lucrarea: Arhitectura civilă de zid din Țara Românească în secolele XIV - XVIII - Autor: Tereza Sinigalia

### Premiul „Ciprian Porumbescu” în domeniul muzicologiei
- Lucrarea: Dansuri tradiționale din Transilvania. Tipologie - Autor: Zamfir Dejeu

### Premiul „Simion Florea Marian” în domeniul etnografiei și folclorului
- Lucrarea: Cântecele de seceriș ale poporului român. Tipologie literară și muzicală - Autor: Elisabeta Moldoveanu

### Premiul „Aristizza Romanescu” pentru artele spectacolului
- Pentru întreaga creație teatrală și cinematografică - Autor: Victor Rebengiuc

## XIV. Știința și Tehnologia Informației

### Premiul „Grigore Moisil”
- Lucrarea: Circuite și sisteme digitale - Autor: Gheorghe Ștefan
- Lucrarea: The Theory and Practice of Discourse Parsing and Summarization - Autor: Daniel Marcu
- Monografia: Network Algebra - Autor: Gheorghe Ștefănescu

### Premiul „Tudor Tănăsescu”
- Grupul de lucrări: Controlul electronic al funcționării motoarelor cu ardere internă - Autori: Ștefan Iancu, Ion Copae

### Premiul „Gheorghe Cartianu”
- Lucrarea: Teoria modernă a circuitelor electronice - Autori: Lucia Dumitriu, Mihai Iordache
- Lucrarea: Optimal Design of the Electromagnetic Devices using Numerical Methods - Autori: Vasile Țopa, Călin Munteanu, Gilbert de Mey (Belgia), Johan Deconick (Belgia), Emil Simion